# روفوس ويلر بيكهام
روفوس ويلر بيكهام هو قاضي ومحامي وسياسي أمريكي، ولد في 20 ديسمبر 1809، وتوفي في 22 نوفمبر 1873. نشط حزبياً في الحزب الديمقراطي. وقد انتخب عضو مجلس النواب الأمريكي ‏.